# Palystes flavidus
Palystes flavidus är en spindelart som beskrevs av Simon 1897. Palystes flavidus ingår i släktet Palystes och familjen jättekrabbspindlar. Inga underarter finns listade i Catalogue of Life.